# Golden Hind
Pour les articles homonymes, voir Golden Hind (homonymie).
Le Golden Hind, ou Golden Hinde, est un galion corsaire anglais connu pour son périple autour du globe entre 1577 et 1580 sous les ordres de Francis Drake.
Il s'agit du navire amiral de la flotte de Francis Drake avec laquelle il se saisit du galion espagnol Nuestra Señora de la Concepción et de sa cargaison qui représente un des plus grands trésors historiques, qui assura la fortune et la célébrité à Francis Drake à son époque et encore de nos jours. La part du trésor de la reine Élisabeth Ire lui permit de payer les dettes du royaume d'Angleterre.
Le Golden Hind commande la deuxième flottille de l'histoire à achever un tour du monde après le seul rescapé de la flotte de Magellan, en 1522, la Victoria, et le premier navire britannique à réaliser cet exploit pour l'époque. Par ailleurs Francis Drake est le second capitaine à terminer le tour du monde (Magellan ayant péri au cours de son expédition), le premier capitaine ayant accompli le tour du monde a été Juan Sebastián Elcano, capitaine de la Victoria, natif de Getaria eu pays basque espagnol.
Le navire était à l'origine baptisé Pelican, mais fut rebaptisé par la suite par Francis Drake qui l'appela Golden Hind (« biche dorée ») en l'honneur des armoiries de son armateur Christopher Hatton représentant une biche.
Quatre répliques ont été construites grandeur nature, dont deux sont toujours existantes :  
- une exposée à Londres, sur la rive sud de la Tamise.
- une à Brixham dans le Devon.

## Histoire

### Origine du nom
Il était à l'origine baptisé Pelican, mais a été rebaptisé par la suite par Francis Drake le 20 août 1578, alors qu'il se préparait à entrer dans le détroit de Magellan. Francis Drake renomma son navire amiral Golden Hind ("biche dorée") en l'honneur de son armateur Christopher Hatton dont les armoiries étaient un hind, terme héraldique anglais pour la biche, femelle du cerf.

### Construction et départ

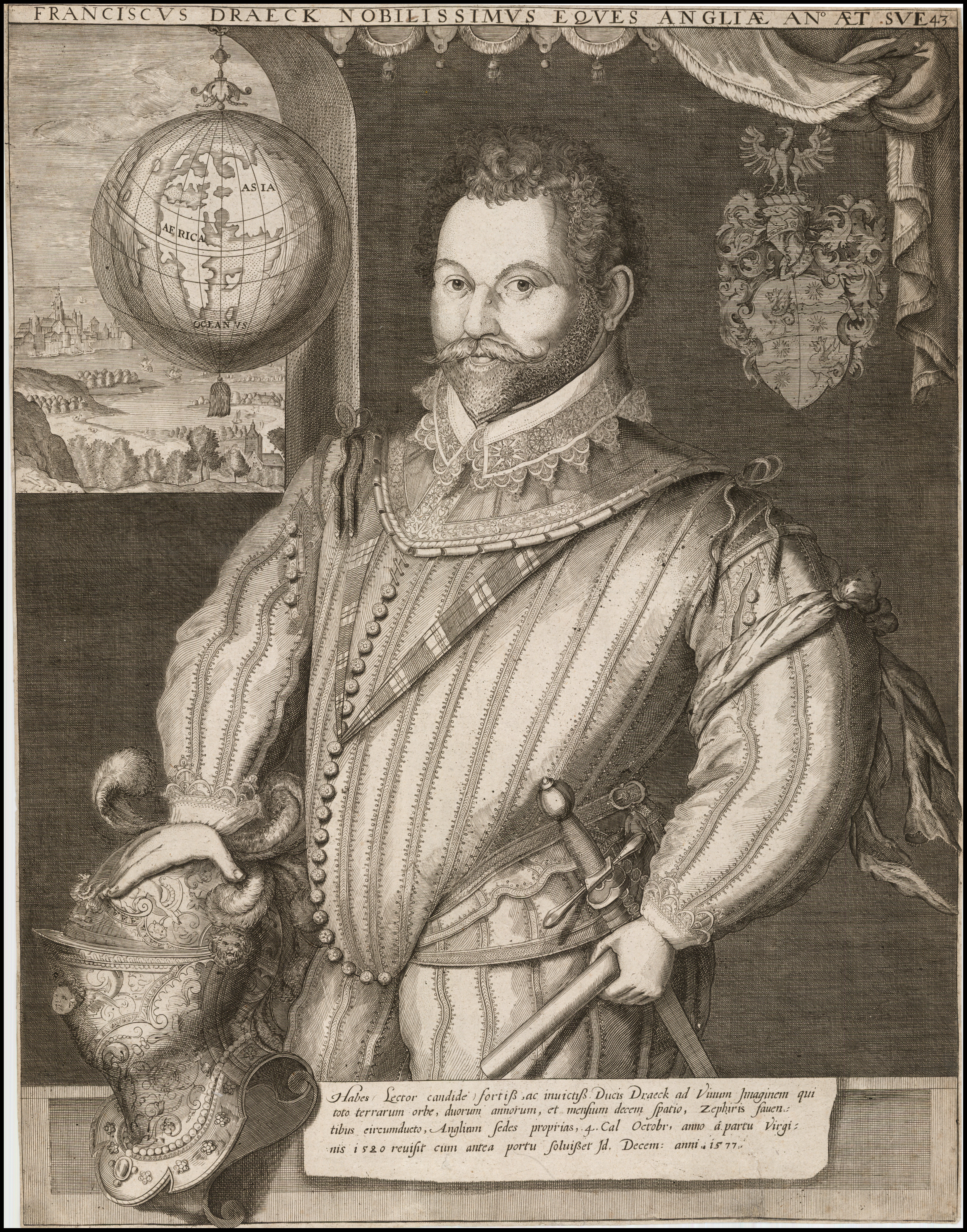
Portrait de Francis Drake (1583).

La quille du Golden Hind est posée à Plymouth en 1575. Ce navire doit servir de navire amiral à Francis Drake pour une expédition parrainée par la reine Élisabeth Ire, destinée à traverser l'Amérique du Sud à travers le détroit de Magellan et à explorer la côte au-delà. Le soutien de la reine portant également sur une mission corsaire afin de causer le maximum de dégâts aux Espagnols qui a abouti à la guerre anglo-espagnole et potentiellement payer une partie de la dette de la couronne.
Le Golden Hind est un navire de guerre du milieu du XVIe siècle pendant la transition entre la caraque et le galion avec un plan de voilure typique du XVIe siècle (grand mât et mât de misaine à gréement carré, mât d'artimon à une voile latine et civadière sur le beaupré). La coque mesure une trentaine de mètres de longueur (102 pieds) pour 6 m de largeur (20 pieds), pèse environ 120 tonnes et possède 22 canons.
L'armateur Christopher Hatton prépare le navire pour cette expédition corsaire et d'exploration. Avant de prendre la mer, Francis Drake dit à la reine qu'il voyait pour la première fois, "We would gladly be revenged on the King of Spain for divers injuries that we have received" ("Nous serions ravis de nous venger du roi d'Espagne pour les blessures diverses que nous avons reçues").

### Course en mer
Francis Drake met les voiles en décembre 1577 avec cinq navires, occupés par 164 hommes, et atteint la côte brésilienne en début d'année 1578. Il passe le détroit de Magellan en août 1578. Le 1er mars 1579, au large des côtes de l'Équateur, le Golden Hind engage et capture le galion espagnol Nuestra Señora de la Concepción. Ce galion qui reliait le Pérou à Panama avait le plus grand trésor capturé à ce jour : plus de 360 000 pesos (soit environ 480 millions de livres sterling en 2017).
Six jours sont nécessaires pour transborder le trésor qui comprenait 26 tonnes d'argent, une demi tonne d'or, de la porcelaine, des joyaux, des bijoux, des pièces de monnaie, et six tonnes de clous de girofle des Moluques, valant à l'époque leur poids en or.
Il s'agit de la deuxième circumnavigation de l'histoire après la flotte de Magellan, Francis Drake étant le premier capitaine britannique à terminer le tour du monde, le premier ayant été Juan Sebastian Elcano en 1522.

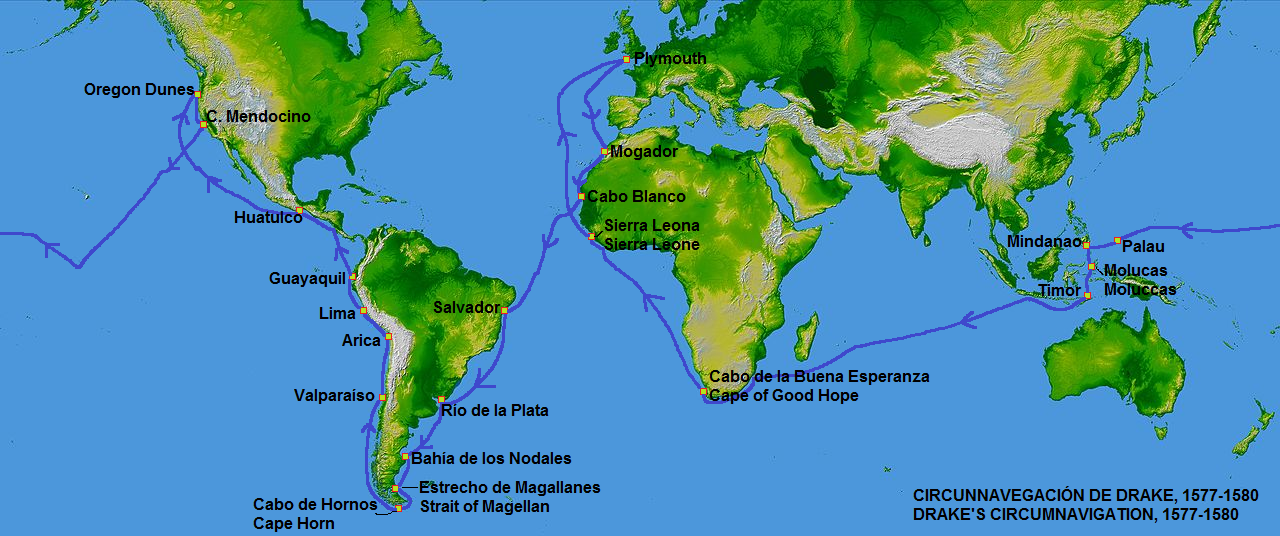
Tour du monde de Francis Drake entre décembre 1577 et septembre 1580.

### Retour en Angleterre
Le 26 septembre 1580, Francis Drake ramène sa flotte au port de Plymouth avec 56 marins sur les 80 de l'équipage d'origine. Le navire est déchargé sur la rive opposée à Plymouth, à Saltash ; le déchargement du trésor est supervisé par les gardes de la reine. Le rendement de l'expédition fut supérieur à 47 £ pour chaque livre investie, soit un retour sur investissement de 4 700 %.
Plus de la moitié des recettes ont été versées à la reine et utilisées pour rembourser la dette annuelle dans son intégralité. Élisabeth Ire est montée à bord du Golden Hind, qui était alors à quai à Deptford sur l'estuaire de la Tamise, où elle avait demandé qu'il fût exposé en permanence en tant que premier navire musée. C'est en 1581, à bord du Golden Hind que Francis Drake a été fait chevalier par l'ambassadeur de France en Angleterre, en présence de la reine Élisabeth Ire qui avait évité de le nommer elle-même, ne voulant pas paraître exprimer de la tolérance envers un homme considéré comme un pirate par les Espagnols.

### Vestiges du Golden Hind

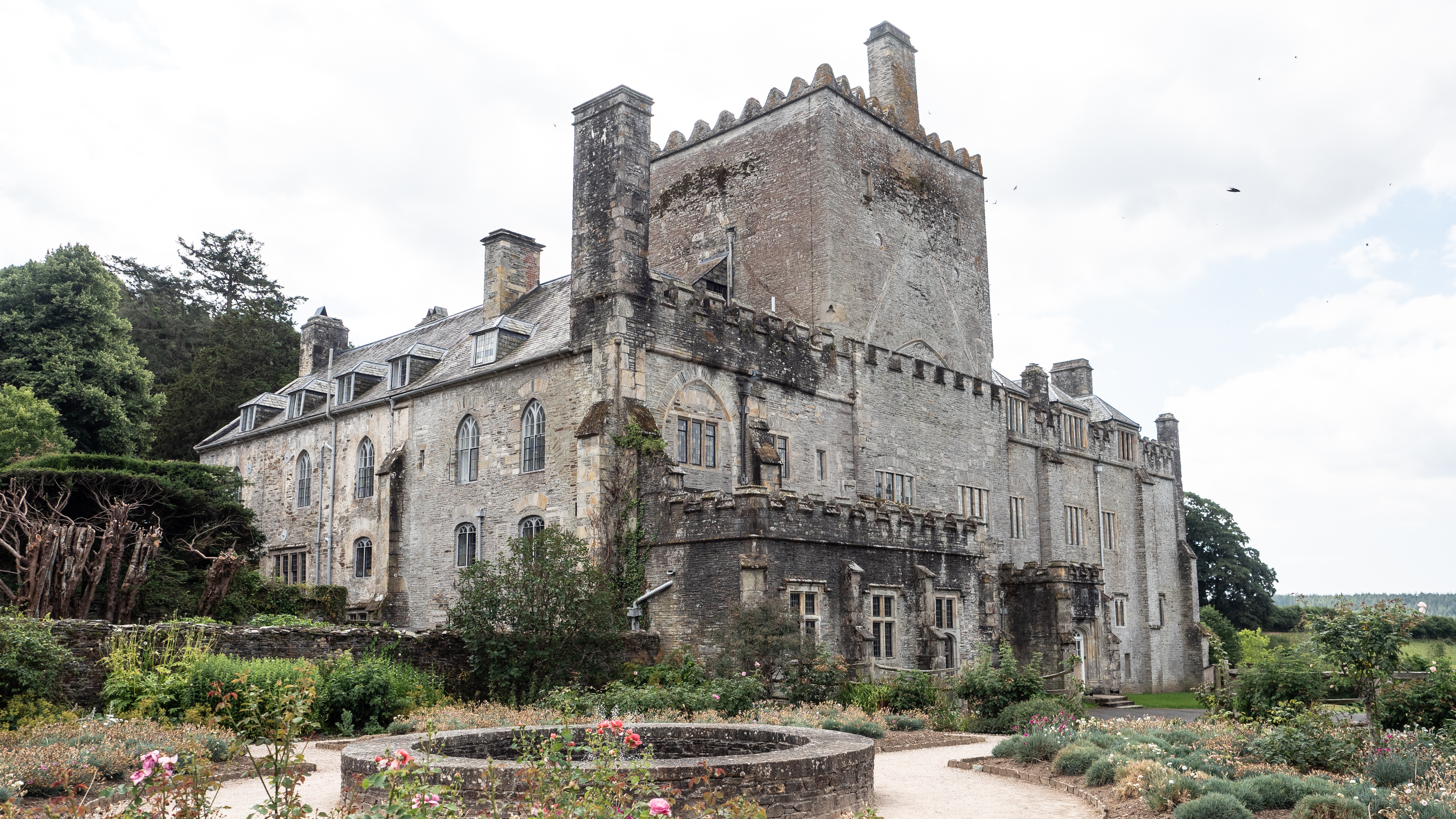
L'Abbaye de Bucland, demeure de Francis Drake.

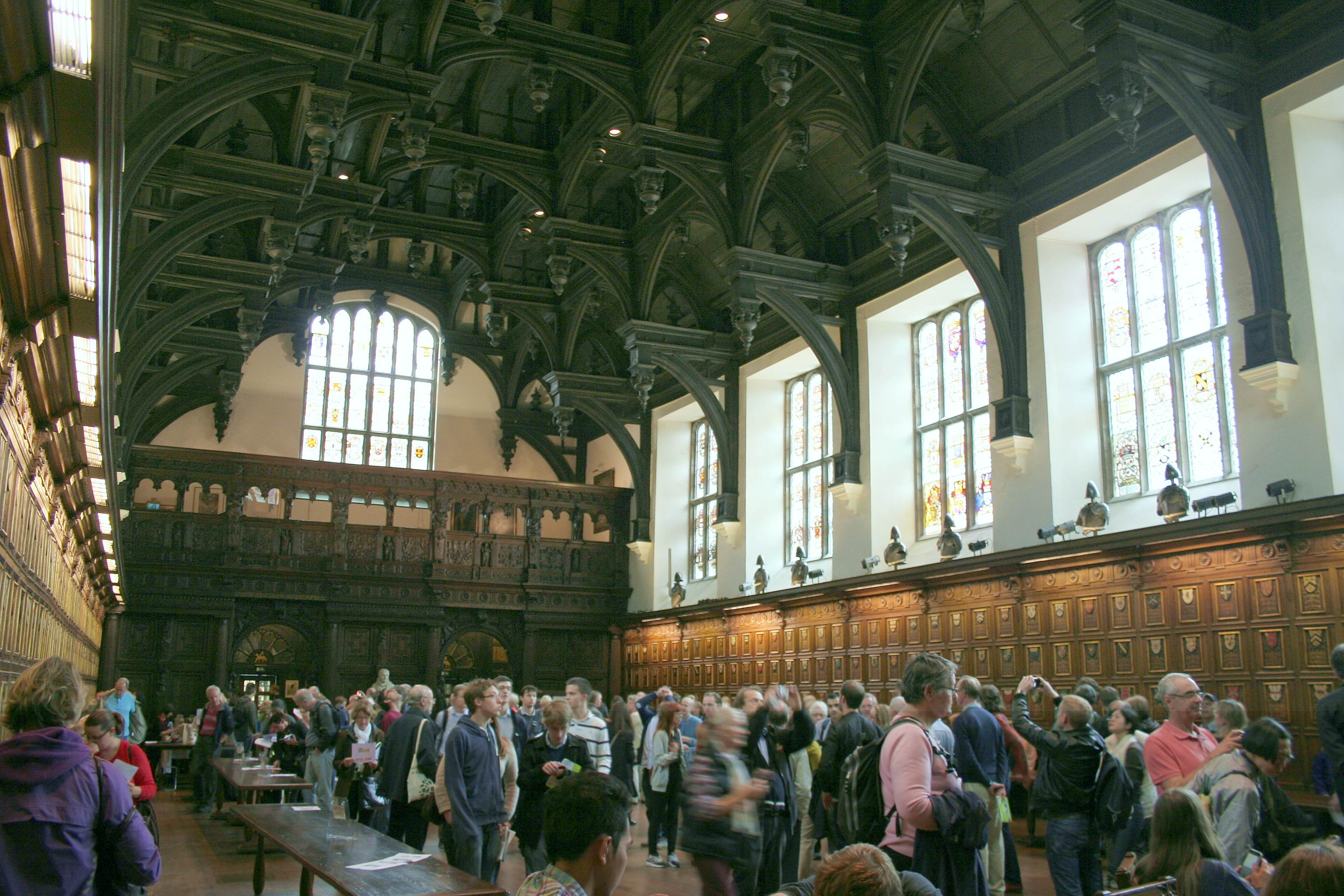
Intérieur de Middle Temple Hall.

#### Exposition du navire original
Après les exploits de Francis Drake, le Golden Hind a été maintenu à quai au chantier naval de Deptford, à Londres pour une exposition publique devenant le premier navire-musée de l'histoire. Le navire y est resté de 1580 à 1650 environ, avant que la pourriture ne contraigne à le démolir. On pense que des restes du navire sont toujours situés à Convoys Wharf un ancien chantier naval à Deptford.

#### Bodleian Library
En 1668, le gardien des docks de Deptford, John Davies de Camberwell, fit fabriquer avec du bois du Golden Hind restant une chaise qui fut présentée à la Bodleian Library de l' Université d'Oxford,, où elle est conservée avec une réplique du navire dans le Great Hall de Buckland Abbey dans le Devon, ancienne propriété de Francis Drake, maintenant entretenue par le National Trust.

#### Middle Temple
Middle Temple est un édifice construit entre 1562 et 1572, c'est l'un des Inns of Court : institutions anglaise ancienne, destinées à la formation de juristes. L'une des tables, sous un placard, de Middle Temple Hall est faite de bois issu du Golden Hind. Dans ce placard est placé le rouleau des membres du Middle Temple où les nouveaux membres signent lorsqu'ils sont appelés au barreau. D'autres éléments du navire ont pu aussi être conservés dans cet édifice sans que leur trace ait pu être préservée.

## Répliques

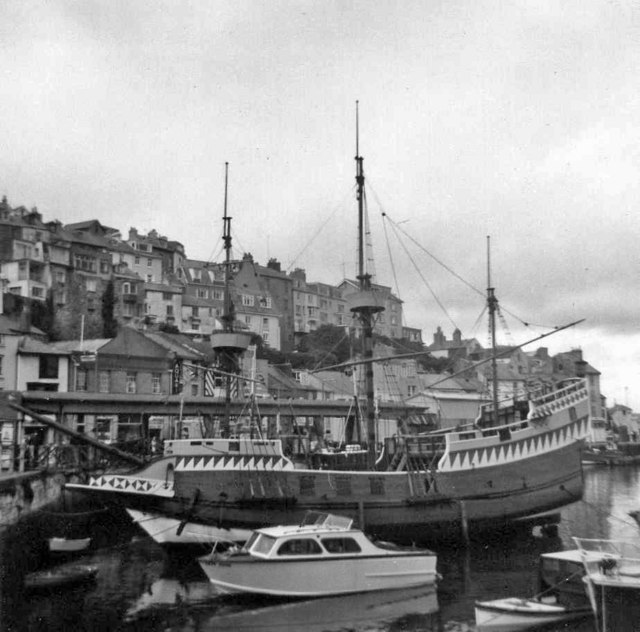
La première réplique construite en 1963 à Brixham en 1968.

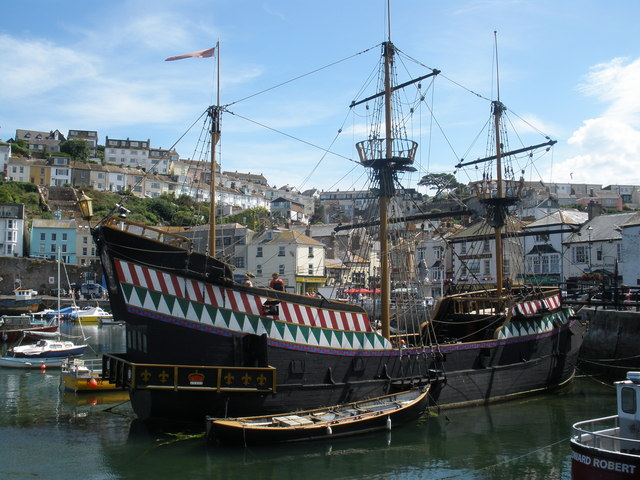
La réplique du Golden Hind de 1988 à Brixham en 2009.

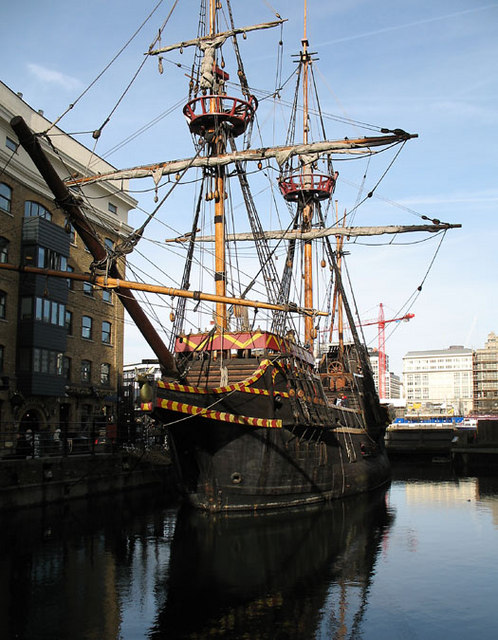
La réplique de 1973 à Londres.

### Golden Hind(1947) de Southend-on-Sea
Une réplique du Golden Hind a été construite au Peter Pan's Playground (maintenant Adventure Island Adventure Park) à Southend-on-Sea dans l'Essex en Angleterre. Il a été construit à partir de 1947 et ouvert en 1949. En 1992, la fréquentation avait diminué et, combinée à la hausse des coûts d'entretien et à la nécessité de rénover en profondeur la structure en bois, Ies visites sont arrêtés en 1997. Le navire est démoli en 2013 et est remplacé par une réplique du Queen Anne's Revenge, le navire de pirate d'Edward Teach, alias Barbe Noire.

### Golden Hind(1963) de Brixham
En 1963, un bateau de pêche a été converti en réplique de Golden Hind pour un cout de 25 000 £. Cette réplique, créée pour les besoins de la série télévisée Sir Francis Drake, n'avait pas de galerie arrière ni de pont à canon. La série a été filmée dans et autour des baies de Torbay et Dartmouth. Après la série, le navire a été amarré en permanence dans le port de Brixham dans le Devon.
Alors qu'il était remorqué pour être restauré à Dartmouth, le navire a coulé en 1987 par mer agitée.

### Golden Hind(1988) de Brixham
Une deuxième réplique grandeur nature a été achevée en 1988 et se tient dans le port de Brixham, visitée chaque année par des milliers de visiteurs. Le navire actuel est basé sur une barge en acier et ne pourrait jamais naviguer.

### Golden Hinde(1973) de Londres
Une reconstruction grandeur nature du navire Golden Hinde a été construite par des méthodes traditionnelles à Appledore dans le Devon et lancée en 1973. Cette réplique est le résultat de trois années de construction de manière traditionnelle, elle est conçue pour naviguer en haute mer et pour satisfaire les règlements maritimes modernes, elle est équipée d'un moteur, peu pratique car son arbre d'hélice est décentré par rapport à la quille.
Depuis sa construction, elle a parcouru plusieurs centaines de milliers de kilomètres : partie de Plymouth pour son voyage inaugural à la fin de l'année 1974, le Golden Hinde arrive le 8 mai 1975 à San Francisco. En 1979, le navire part au Japon pour tourner dans la mini-série Shogun, puis reste à quai en visite, après quoi le galion est retournée au Royaume-Uni après avoir effectué une circumnavigation. Entre 1981 et 1984, il est mis à quai en Angleterre comme musée éducatif. Entre 1984 et 1985, le Golden Hinde navigue autour des îles britanniques, puis traverse l'Atlantique jusqu'à St Thomas dans les Caraïbes. En 1986, il traverse le canal de Panama pour se rendre à Vancouver, où il est la principale attraction du Marine Plaza lors de l'Expo86. En 1987, il commence une tournée de deux ans des villes côtières américaines de la côte Pacifique. À la fin de 1988, le galion repasse par le canal de Panama pour poursuivre ses visites portuaires sur les côtes atlantiques des États-Unis.
En 1992, il retourne au Royaume-Uni et passe les quatre années suivantes à visiter des ports européens. Depuis 1996, le Golden Hinde est amarré au St Mary Overie Dock, à Bankside, Southwark dans le centre de Londres, où il est ouvert au public et anime une gamme de programmes éducatifs.

## Navires modernes portant le même nom
La célébrité du Golden Hind de Drake est telle dans la culture anglo-saxonne que bon nombre de navires de commerce ont porté ou portent encore ce nom, comme un vraquier minéralier des grands lacs américains, construit en 1951 et démoli en 1986. Lors de l'âge d'or des hydravions d'Imperial Airways dans les années 1930, un gros « flying boat » (hydravion transatlantique) de la série Empire, qui évolua en l'hydravion militaire Short Sunderland, construit par Short brothers a également porté ce nom.